# Затока Корфа
Корфа затока — затока Берингового моря на північно-східному узбережжі півострова Камчатка. Названа на честь першого генерал-губернатора Приамурського краю А. М. Корфа (перша назва — Олюторська губа).
Розташована між півостровами Говена і Ільпінським по сусідству з затоками Олюторською і Карагінською. Заглиблена в материк на 75 км, ширина біля входу 70 км, глибина до 70 м. В затоку впадає багато річок, найбільші: Вивєнка і Култушна. У північній частині затоки знаходяться бухти-гавані Скрита, Сибір, Скобелєва.
У затоці живуть моржі, кити й промислові риби (лососеві, тихоокеанський оселедець).
Основні населені пункти на узбережжі: Тилічики, Вивєнка і Олюторка. Розташоване на березі затоки селище Корф було частково зруйнований сильним землетрусом 21 квітня 2006 року, на 2012 рік у ньому залишалося 18 осіб.
Адміністративно затока входить до Камчатського краю Росії.